# Bárrio (Alcobaça)
Bárrio is een plaats (freguesia) in de Portugese gemeente Alcobaça en telt 1 707 inwoners (2001).